# Shaun Sipos
Shaun Sipos (Victoria, 1981. október 30. –) kanadai színész.

## Életpályája
Sipos a Brit Columbia állambeli Victoriában született, és horvátországi magyar származású. Jessica Sipos színésznő bátyja. 2020. december 29-én jelentették be, hogy eljegyezte barátnőjét, Lindsey Morgan színésznőt.
Televíziós munkái között szerepel a Maybe It's Me című sitcom visszatérő sorozatszerepe, vendégszerepeket játszotta Smallville, a Black Sash, a Vészhelyzet és a CSI: Miami helyszínelőkben, valamint a Rémvadászok című sorozatban is játszott mellékszerepet. Filmes munkái között szerepel a Végső állomás 2., a Koponyák 3., a Minizsenik 2., a Visszatérések kora, az Átok 2. és Az elveszett fiúk: A törzs. 2009-ben megkapta David Breck szerepét a Melrose Place című sorozatában, amely a Fox azonos című, 1990-es évekbeli főműsoridős szappanoperájának rebootja.
A Derült égből család című sorozatban tűnt fel, mint tanár, aki a főszereplő, Lux szerelmévé válik.
Rendszeres szerepet játszott a Dark Matter című űrfantasy sorozatában, mint Devon Taltherd.

## Filmográfia

### Film
| Év   | Magyar cím                             | Eredeti cím                  | Szerep             | Magyar hang      |
| ---- | -------------------------------------- | ---------------------------- | ------------------ | ---------------- |
| 2003 | Végső állomás 2.                       | Final Destination 2          | Frankie            | Láng Balázs      |
| 2004 | Koponyák 3. (videófilm)                | The Skulls III               | Ethan Rawlings     | Moser Károly     |
| 2004 | Minizsenik 2.                          | Superbabies: Baby Geniuses 2 | Brandon            |                  |
| 2006 | Visszatérések kora                     | Comeback Season              | Skylar Eckerman    | Moser Károly     |
| 2006 | Átok 2.                                | The Grudge 2                 | Michael            |                  |
| 2008 | Az elveszett fiúk: A törzs (videófilm) | Lost Boys: The Tribe         | Kyle               |                  |
| 2009 |                                        | Stoic                        | Mitch Palmer       |                  |
| 2009 |                                        | Curve of Earth               | Wade               |                  |
| 2009 |                                        | Lost Dream                   | Giovanni           |                  |
| 2009 |                                        | Rampage                      | Evan Drince        |                  |
| 2009 |                                        | Happy in the Valley          | Wade               |                  |
| 2011 | Hick                                   | Hick                         | Blane              |                  |
| 2011 |                                        | Enter Nowhere                | Hans               |                  |
| 2013 | A texasi láncfűrészes – Az örökség     | Texas Chainsaw 3D            | Darryl             | Moser Károly     |
| 2013 |                                        | A Mother's Rage              | Calvin             |                  |
| 2013 |                                        | Heart of the Country         | Lee                |                  |
| 2014 | A földi pokol                          | The Remaining                | Jack               | Moser Károly     |
| 2014 | Michael a végzetem (TV film)           | The Michaels                 | Michael Breakstone | Mesterházy Gyula |
| 2017 |                                        | The Babymoon                 |                    |                  |

### Televízió
| Év        | Magyar cím                    | Eredeti cím                    | Szerep          | Megjegyzések                      |
| --------- | ----------------------------- | ------------------------------ | --------------- | --------------------------------- |
| 2001      |                               | Maybe It's Me                  | Nick Gibson     | 9 epizód                          |
| 2001      | Rémvadászok                   | Special Unit 2                 | tinédzser fiú   | 1 epizód                          |
| 2003      | Smallville                    | Smallville                     | Chloe fiúja     | 1 epizód                          |
| 2003      |                               | Black Sash                     | Julian          | 2 epizód                          |
| 2004–2005 | Rém rendetlen család          | Complete Savages               | Jack Savage     | főszereplő                        |
| 2005      | CSI: Miami helyszínelők       | CSI: Miami                     | Gabe Hammond    | 1 epizód                          |
| 2007      | Vészhelyzet                   | ER                             | Nick            | 1 epizód                          |
| 2007      | Shark – Törvényszéki ragadozó | Shark                          | Trevor Boyd     | 7 epizód                          |
| 2009      |                               | Southland                      | Dwayne          | 1 epizód                          |
| 2009–2010 | Melrose Place                 | Melrose Place                  | David Breck     | főszereplő                        |
| 2010      | CSI: A helyszínelők           | CSI: Crime Scene Investigation | Daniel Peidre   | 1 epizód                          |
| 2010–2011 | Derült égből család           | Life Unexpected                | Eric Daniels    | 12 epizód                         |
| 2013–2014 | Vámpírnaplók                  | The Vampire Diaries            | Aaron Whitmore  | 8 epizód                          |
| 2016      |                               | Dark Matter                    | Devon Taltherd  | 2. évad                           |
| 2018–2019 |                               | Krypton                        | Adam Strange    | főszereplő                        |
| 2023–2024 | Reacher                       | Reacher                        | David O'Donnell | - főszereplő - 2. évad (8 epizód) |